# ビー・マイ・ベイビー (アルバム)
『ビー・マイ・ベイビー』（原題：Vanessa Paradis）は、ヴァネッサ・パラディが1992年に発表したサード・アルバム。日本語タイトルは、収録曲から取られた。

## 解説
ヴァネッサのアルバムとしては初めて、英語詞のみで歌われたアルバム。レニー・クラヴィッツがプロデュースを担当し、レニーのレギュラー・バンドのメンバーも参加した。「ウェイティング・フォー・ザ・マン」はヴェルヴェット・アンダーグラウンド『ヴェルヴェット・アンダーグラウンド・アンド・ニコ』（1967年）収録曲のカヴァー。本作からのシングル「ビー・マイ・ベイビー」は本国フランスで5位、イギリスでも6位の大ヒットとなった。また情報番組『朝生ワイド す・またん!』のオープニングテーマ曲（2022年3月28日～2023年8月25日まで）に使用されていた。
フランス盤およびヨーロッパ盤は、ボーナス・トラックの「ガッタ・ハヴ・イット」を含む11曲入りとなっている。
この曲をアメリカ盤、日本盤などに収録しなかった理由として、歌詞がレニー・クラヴィッツとのロマンスの噂を茶化した内容であることが、後の「ライヴ～ナチュラル・ハイ・ツアー」日本盤ライナーノーツに記載されている。
なお、「ガッタ・ハヴ・イット」は、女優のりょうが1996年に行われたチャリティライヴの「ACT AGAINST AIDS '96」にてカヴァーしていた。

## 収録曲
特記なき楽曲はレニー・クラヴィッツ作。9.はインストゥルメンタル。
1. ナチュラル・ハイ - "Natural High" - 3:21
2. ウェイティング・フォー・ザ・マン - "I'm Waiting for the Man"  (Lou Reed) - 3:25
3. 銀と金 - "Silver and Gold" - 2:43
4. ビー・マイ・ベイビー - "Be My Baby" (Gerry DeVeaux, Lenny Kravitz) - 3:41
5. ロンリー・レインボー - "Lonely Rainbows" (L. Kravitz, Henry Hirsh) - 2:33
6. サンデイ・マンデイズ - "Sunday Mondays" (L. Kravitz, H. Hirsh) - 3:56
7. ユア・ラヴ - "Your Love Has Got a Handle on My Mind" - 3:56
8. フューチャー・ソング - "The Future Song" - 4:55
9. パラディ - "Paradis" - 3:03
10. あなたがいる限り… - "Just as Long as You Are There" (L. Kravitz, H. Hirsh) - 3:24

### ボーナス・トラック
1. "Gotta Have It" (L. Kravitz, H. Hirsch, Craig Ross) - 2:17

## 参加ミュージシャン
- ヴァネッサ・パラディ - ボーカル、タンブリン、バッキング・ボーカル
- レニー・クラヴィッツ - ドラムス、ベース、ギター、メロトロン、エレクトリックピアノ、ハーモニカ、パーカッション、ボーカル
- クレイグ・ロス - ギター
- ヘンリー・ハーシュ - ピアノ、オルガン、エレクトリックピアノ、ハープシコード、ベース
- トニー・ブレイト - ベース(on 1. 2. 9.)
- ジョン・ウィットフィールド - チェロ
- アレン・ウェアー - チェロ
- サラ・アダムス - ヴィオラ
- エリック・デレンテ - ヴァイオリン
- ソイ・キム - ヴァイオリン
- ジャマル・ヘインズ - トロンボーン(on 6.)
- マイケル・ハンター - トランペット(on 9.)
- アントワーヌ・ルーニー - サックス(on 9.)
- アンジー・ストーン - バッキング・ボーカル(on 2. 10.)
- デビー・コール - バッキング・ボーカル(on 4.)
- B. J. ネルソン - バッキング・ボーカル(on 4.)